# قاسم محمد
قاسم محمد (1936 م. - 2009 م.) رائد من رواد المسرح العراقي.

## الميلاد والتعليم
فنان عراقي مسرحي راحل ولد عام 1936 في إحدى محلات بغداد وكان والده يملك فرناً للصمون وقد رفض في البداية دخوله إلى معهد الفنون الجميلة لعدم اقتناعه بجدوى الفن في الحياة العملية، لكن قاسم محمد لم ييأس بل سارع إلى التقديم للمعهد عام 1955 حيث درس على أيدي كبار الرواد من امثال حقي الشبلي وإبراهيم جلال وجاسم العبودي. في أثناء دراسته الأكاديمية مثل قاسم محمد في بعض الأعمال من إخراج جاسم العبودي الذي تبناه شخصيا وراهن على قدراته.

## بداية عمل قاسم محمد فيالمسرح التجريبي
في عام 1960 انضم قاسم محمد إلى فرقة المسرح الفني الحديث في واحدة من اللحظات المفصلية في حياته وحياة الفرقة. قدم قاسم محمد عددا من الأعمال ذات الطابع التجريبي غير المعهود بحيث انها خلخلت بنى المسرح العراقي وهزته من الأعماق. من تلك المسرحيات:
- مسرحية (النخلة والجيران) 1969م
- مسرحية (بغداد الازل بين الجد والهزل) 1974م
- مسرحية (الخرابة) اخرجها بالاشتراك مع سامي عبد الحميد
- مسرحية (اضواء على حياة يومية)
- مسرحية (نجمة)
- مسرحية (كان ياما كان) 1978م
- مسرحية (اب للبيع أو للإيجار)
- مسرحية «طير السعد»
- مسرحية «الشريعة» ليوسف العاني
- مسرحية «العودة» ليوسف الصائغ التي عرضت في أيلول عام 1986
- مسرحية «الباب» ليوسف الصائغ التي أخرجها عام 1987
- مسرحية «الحلم» التي أخرجها خليل شوقي.

## دوره في تطوير المسرح العراقي
سافر قاسم محمد إلى موسكو لاكمال دراسته في الفنون المسرحية وتخرج من معهد الدولة هناك عام 1967 ليعود بعدها إلى العراق وليسهم في دفع المسرح العراقي إلى الأمام مرسخا مدرسته المعروفة القائمة على: استلهام التراث الحي للذاكرة الجماعية، التركيز على التجريب، استيحاء الطقوس، وقبل ذلك كله تفجير طاقات الممثل واعداده عبر التمرين، ثم التمرين، ثم التمرين.

## التكريم والجوائز
نال قاسم محمد عددا من الجوائز والشهادات التقديرية في العديد من الدول منها: 
- جائزة أفضل مخرج من مهرجان قرطاج في العام 1987 عن مسرحية «الباب» ليوسف الصائغ.
- جائزة أفضل سينوغرافيا من مهرجان قرطاج 1993.
- جائزة تكريم من الملتقى العلمي الأول للمسرح العربي في القاهرة في العام 1994.
- كرمه مهرجان قرطاج في العام 1995.
- نال جائزتين من مهرجان أيام الشارقة المسرحية لأفضل فنان عربي
- جائزة من مهرجان القاهرة عام 2004 عن مسرحيته «رسالة الطير».
- سميت باسمه الدورة الأخيرة لمهرجان مسرح الطفل التي اقيمت في بغداد سنة 2008 وذلك تثميناً لدوره في إغناء مسرح الطفل من خلال الأعمال الريادية التي قدمها لهذا المسرح وابرزها مسرحية «طير السعد».
- جائزة الابداع من قناة الشرقية الفضائية لدوره الكبير في اثراء المسرح العراقي وتاريخه الطويل في مسيرة بناء المسرح.

## من أبرز الأعمال المسرحية التي مثلها
- مسرحية (بغداد الازل بين الجد والهزل)
- مسرحية (الخان)
- مسرحية (البيك والسايق)
- مسرحية (القربان)

## من الأعمالالسينمائيةوالتلفزيونيةالتي مثلها
- فيلم (الرأس) إخراج:فيصل الياسري
- فيلم (عرس عراقي) إخراج: محمد شكري جميل
- مسلسل (عنفوان الاشياء)
- مسلسل (ايمان)
- مسلسل (انفلونزا)
- مسلسل (رجال الظل)

## من أشهر مسرحياته التي ترجمها عن النصوص الأصلية
- ترجم محمد وأخرج مسرحية «حكاية الرجل الذي صار كلباً» لأزفالدو دراكون
- ترجم مسرحية «حكاية صديقنا بانجيتو غوانزاليس» لأزفالدو دراكون وقد قدمتها الفرقة عام 1971 بإخراج صلاح القصب
- أعد وأخرج مسرحية «الصبي الخشبي» عن نص للكاتب الإيطالي كارلو كولودي

## وفاته
- استقر في امارة الشارقة منذ عام 1997 بعد تلقيه عرضا بالعمل في مسرحها الوطني. صدر للمخرج الكثير من الكتب في المسرح بالإضافة إلى النصوص المسرحية، آخرها صدر في العام 2008م عن دائرة الثقافة والإعلام في الشارقة ضمن دراسات السلسلة المسرحية بعنوان " اشتغالات بصرية شكسبيرية، توفي في دولة الإمارات العربية المتحدة عن عمر يناهز الخامسة والسبعين بعد صراع مع مرض عضال لم يمهله طويلا. عام 2009م وتم نقل جثمانه إلى بغداد ودفن فيها.

## وصلات خارجية
مقابلة وثائقية مع قاسم محمد / قناة العربية